# Spergula viscosa
Spergula viscosa är en nejlikväxtart. Spergula viscosa ingår i släktet spärglar, och familjen nejlikväxter.

## Underarter
Arten delas in i följande underarter:
- S. v. urretii
- S. v. viscosa